# Higuerón (Morelos)
Higuerón es una localidad del estado mexicano de Morelos. Es parte del municipio de Jojutla.

## Demografía
| Gráfica de evolución demográfica |
|                                  |

| Censo | Población |
| ----- | --------- |
| 1910  | 489       |
| 1921  | 532       |
| 1930  | 594       |
| 1940  | 778       |
| 1950  | 931       |
| 1960  | 1415      |
| 1970  | 2073      |
| 1980  | 2741      |
| 1990  | 3775      |
| 2000  | 4261      |
| 2010  | 4568      |
| 2020  | 5015      |